# Posad
Posad (ruski:посад) je bila vrsta naselja iz razdoblja od 10. – 15. stoljeća, često okruženog obrambenim strukturama - (zemljanim) branama i jarkom ispunjenog vodom, pokraj grada ili kremlja, ali izvan grada/kremlja, ili samostana. Obično su ga naseljavali radna snaga i trgovci.
U Ruskom carstvu, posad je bila mala poluurbana naselbina.
Brojni posadi su izrasli u gradove. Oni pokraj kremlja su često davali doprinos tamošnjem mjestopisu, primjerice, Nagorny Posad (Gornje naselje), Kazanski Posad za povijestno središte Kazana. Oni pokraj samostana su često doprinijeli rastu naselja u gradove imenovanih po samostanu, primjerice Sergijev Posad je po Trojce-Sergijeva Lavra. 
Vidi još Pavlovski Posad, Marijinski Posad, Gavrilov Posad.